# わっしょい!わじマニア
『わっしょい!わじマニア』は、わじまさとしによる日本の漫画作品。『週刊少年ジャンプ』（集英社）2009年34号から51号まで連載されていた。わじまの初連載作品である。

## 概要
一話完結のショートギャグを提供する。話数の単位は基本的には「第○話」であるが、掲載するシリーズによって変化する。また、複数のシリーズを一度に載せる場合、そのシリーズの数だけ話数を消費する。

## サブタイトル一覧
1. 荒木仁と魔法のランプ
2. クイズ王 SHIINA
3. 風雲!忍者列伝
4. わっしょい!4コマニア
5. ミラクル戦士 ミラクルガッツマン
6. ジョニーと学内抗争
7. サイキッカー矢吹
8. 満員御礼!大喜利バトル
9. 俺たちのサイン色紙 （前振りに「横浜開港150周年記念ドキュメンタリー漫画」がつく）
10. 熱狂!プロレスタッグマッチ
11. ハリウッドスターチャーリー
12. お部屋探しの四畳半
13. デニムマスクと休日
14. 千絵おばあちゃんの知恵袋
15. 怪盗エリアシ仮面
16. 椎名 is QUIZ MASTER
17. スターびっくり!どっきりカメラ
18. ブラックドクター石黒
19. ぶど太郎
20. ドキッ スターだらけの大トライアスロン大会

## わっしょい!ギャグマニア
『わっしょい!ギャグマニア』は『週刊少年ジャンプ』37・38合併号に掲載された企画。『ジャンプ』を代表するギャグ漫画家7人とわじまが個々のテーマについて1ページ漫画を描いて対決するというもの。単行本ではわじまの描いた8作品が「ギャグ8連発!」として掲載された。参加した漫画家とお題は以下の通り。（掲載順）
1. 田村隆平（お題:「水着」）
2. 篠原健太（お題:「花火」）
3. 麻生周一（お題:「高校野球」）
4. 大石浩二（お題:「盆踊り」）
5. 増田こうすけ（お題:「虫捕り」）
6. うすた京介（お題:「流しそうめん」）
7. 秋本治（お題:「肝試し」）